# Alioth
Alioth, eller Epsilon Ursae Majoris (ε Ursae Majoris, förkortat Epsilon Uma, ε UMa) som är stjärnans Bayer-beteckning, är en ensam stjärna i den västra delen av stjärnbilden Stora Björnen och ingår i Karlavagnen. Den har en skenbar magnitud på +1,77, är synlig för blotta ögat och är, trots bokstavsbeteckningen ε, den ljusaste stjärnan i stjärnbilden. Baserat på parallaxmätningar i Hipparcos-uppdraget på 39,5 mas beräknas den befinna sig på ca 83 ljusårs (25 parsek) avstånd från solen.

## Nomenklatur
Epsilon Ursae Majoris har det traditionella namnet Alioth, som kommer från det arabiska alyat al-hamal ("fårets feta svans"). År 2016 organiserade Internationella astronomiska unionen en arbetsgrupp för stjärnnamn (WGSN) med uppgift att katalogisera och standardisera riktiga namn för stjärnor. WGSN fastställde i juli 2016 namnet Alioth för Epsilon Ursae Majoris, vilket nu ingår i listan över IAU-godkända stjärnnamn.

## Egenskaper
Epsilon Ursae Majoris är en blå till vit jättestjärna av spektralklass A1 III-IVp kB9, där "p" står för särpräglad, eftersom dess spektrum är karakteristiskt för en Alfa2 Canum Venaticorum-variabel. kB9- suffixet till spektraltypen anger att kalcium K-linjen är närvarande och representativ för spektraltyp B9, även om resten av spektret anger A1. Den har en massa som är ca 2,9 gånger större än solens massa, en radie som är ca 4 gånger större än solens och utsänder ca 100 gånger mera energi än solen från dess fotosfär vid en effektiv temperatur på ca 9 000 K. Stjärnans rotations- och magnetpoler ligger förskjutna nästan 90 grader mot varandra. Mörkare (tätare) regioner av krom bildar ett band vinkelrätt mot ekvatorn.
Epsilon Ursae Majoris har länge misstänkts vara en roterande variabel av Alfa2 Canum Venaticorum-typ (ACV) med en period på 5,1 dygn där ljusvariationerna tros bero på stjärnas starka magnetfält och snabba rotation. En senare studie tyder på att Epsilon Ursae Majoris 5,1-dygnsvariation kan bero på ett substellärt föremål på omkring 14,7 Jupiter-massor i ett excentriskt omlopp (e = 0,5) med en genomsnittlig separation av 0,055 astronomiska enheter. Det är nu tänkt att 5,1-dygnsperioden är rotationsperioden för stjärnan, och inga följeslagare har observerats med hjälp av modern utrustning. Stjärnan har ett relativt svagt magnetfält, 15 gånger svagare än Alfa Canum Venaticorum, men det är fortfarande 100 gånger starkare än jordens.